# まめバス

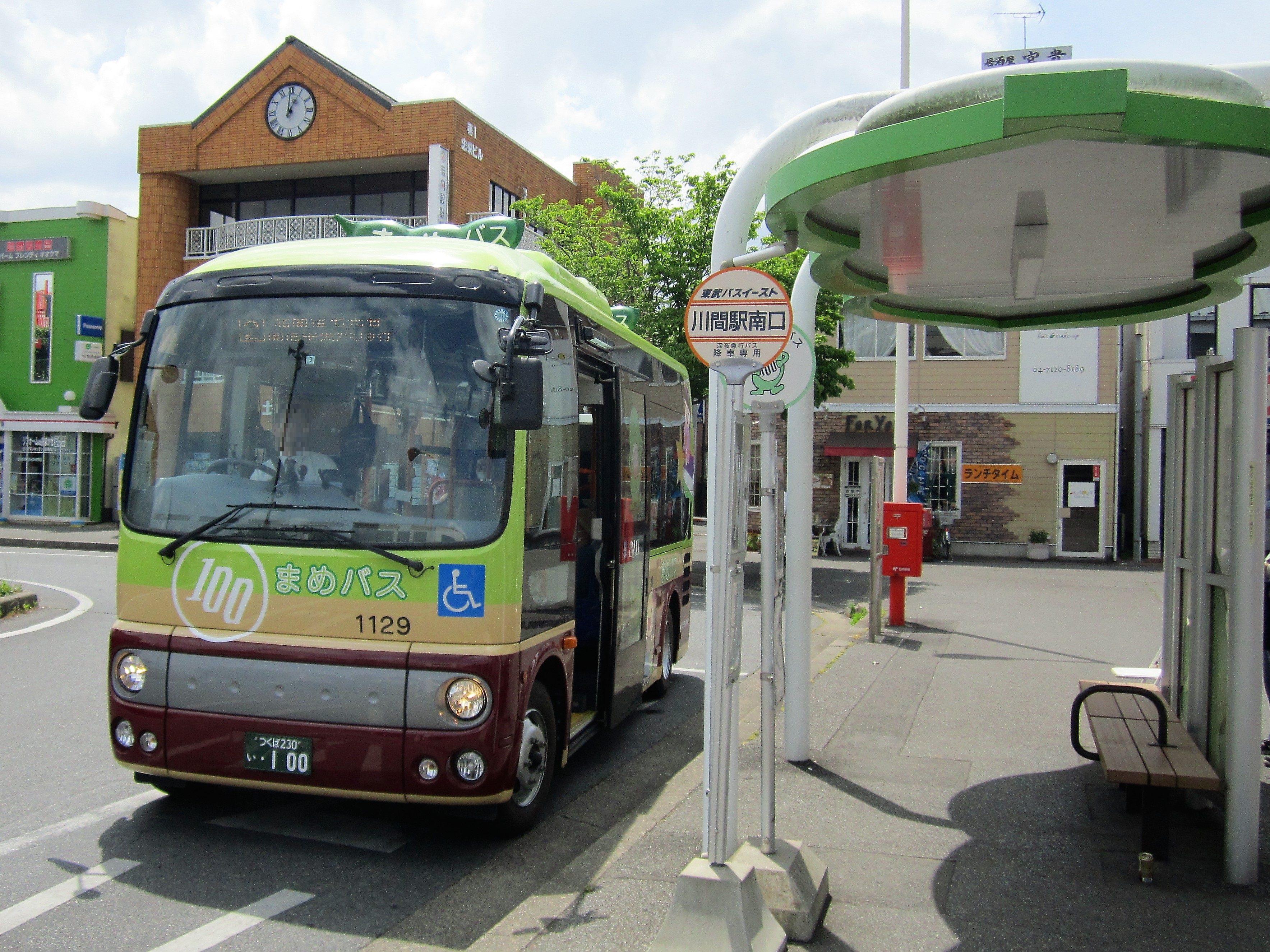
まめバスの車両とバス停留所
朝日自動車

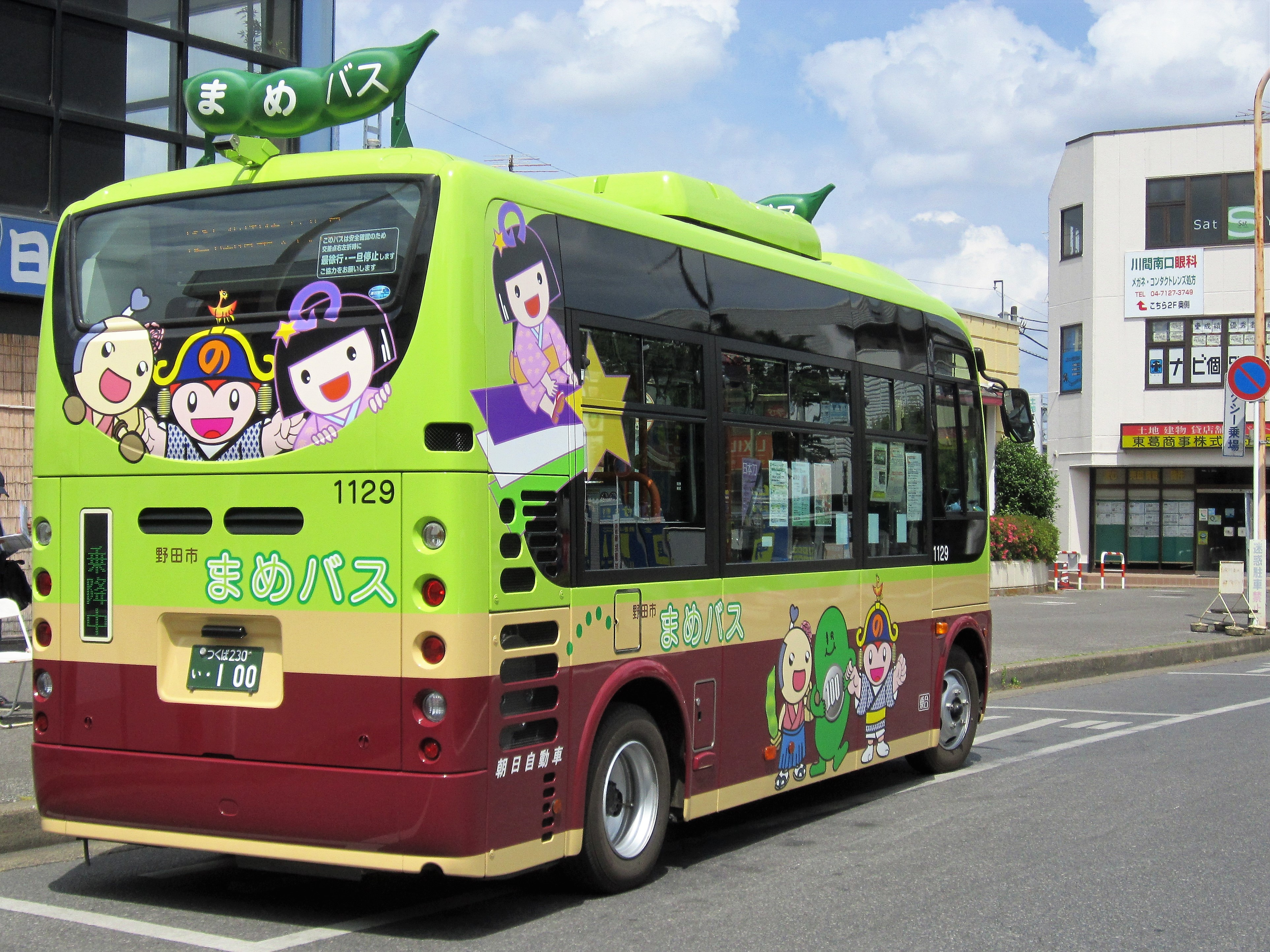
まめバスの車両（後部）
朝日自動車

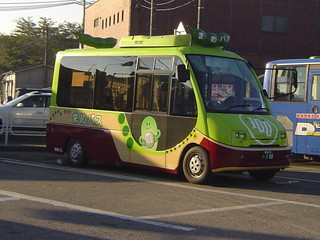
まめバスの過去の車両
日野・ポンチョ（初代）

まめバスは、千葉県野田市が運行するコミュニティバスの愛称。正式名称は野田市コミュニティバスであるが、旅客向け案内では「まめバス」が多用される。野田市と関宿町の合併を機に運行開始された。茨城急行自動車と朝日自動車に運行を委託している。

## 概要
かつて合併前の野田市内と関宿町内には、東武鉄道直営時代の東武バス（野田営業所・境営業所）が一般路線バスを運行していた。
1993年7月26日、東武バス野田営業所が野田市からの委託を受け、野田市内循環線（市役所 - 野田車庫 - 市役所 - 愛宕 - 中野台 - 下町 - 野田車庫）間を運行開始した。この路線はコミュニティバス的な路線で、試験運行的な性格が強かったが利用不振により短期間で運行終了し、1997年9月30日をもって廃止された。

東武バス境営業所は境出張所への格下げを経て1999年に朝日自動車境営業所へ移管、東武バス野田営業所は野田出張所への格下げを経て2001年に茨城急行自動車野田営業所へ移管された。東武の路線はそれぞれの会社へ移管され、東武バスは野田市から完全に撤退した。
2003年6月6日に野田市は関宿町を合併（編入合併）したが、合併の際の新市設立計画の中で「都市基盤の整備」の項目にコミュニティバスの運行が盛り込まれた。合併協議会やそれに伴う住民説明会などで市民の意見などを取り入れながらコミュニティバスの運行計画案をまとめ、2004年1月9日より運行が開始された。
野田市の枝豆の出荷量が全国一であること、小回りのきく小さいバスであること、市民にこまめに乗ってもらいたいことなどから、一般公募により「まめバス」の愛称が付けられた。車両デザインにも枝豆の色や形が取り入れられている。また専用車両の上部や、主要ターミナルのバス停に設置された雨よけの上部に「まめバス」と書かれた枝豆のオブジェが設置されているのが特徴である。
インターネットラジオ配信サイトの音泉で配信されている番組『ほめられてのびるらじおPP』第179回（2010年8月26日配信分）で、まめバスが「そうだ、ニッポンを知ろう!」のコーナーで取り上げられた。
2023年10月7日に茨城急行自動車野田営業所が松伏営業所へ統合された。

### 運行事業者
- 朝日自動車境営業所 - 関宿城ルート、関宿七光台ルート、関宿イオンタウンルート[4]
- 茨城急行自動車松伏営業所 - それ以外のルート[2][3]

### 利用状況
運行開始以降の利用者数は増加傾向にあり、2007年9月に利用者数100万人を達成した。
- 2004年1月 - 2005年3月期：25万9,000人
- 2005年度：29万4,000人
- 2006年度：30万7,000人
- 2007年度：34万8,000人
- 2012年6月3日：利用者数260万人突破。

## 沿革
- 2004年（平成16年）
  - 1月9日：まめバスを運行開始。
  - 5月26日：一部ルートを変更。
- 2005年（平成17年）4月1日：新ルートを開設。
- 2007年（平成19年）10月1日：新ルート（新南・新北ルート）開設。
- 2011年（平成23年）4月1日：各ルートのルート・ダイヤ改正。
- 2019年（平成31年）4月1日：各ルートのルート・ダイヤ改正。ルートの分割により、運営会社を朝日自動車と茨城急行自動車に分ける[5]。
  - ルート・ダイヤの大幅な変更を行い、同時に各ルートに番号が付けられた。また一部の土・休日運休をやめ、全ルートが毎日運行するようになった（年末年始を除く）。
- 2021年（令和3年）7月1日：関宿城ルート・北ルート関宿（七光台経由）・北ルート関宿（イオンタウン経由）のダイヤ改正[6]。
- 2024年（令和6年）10月1日：各ルートのルート・ダイヤ改正、および一部ルート名変更[7]。

## 運賃・乗車券類
- 中高生・大人：100円。
- 小学生：50円。
- 乳幼児は無料。
- 障害者手帳の提示により50円（介護人も50円）。
- PASMO・Suicaなどの交通系ICカードは2024年現在も利用できない。
- 1日乗車券は大人200円、小学生100円。バス車内のみで販売する。日付は乗務員が手書きする。
  - 1日乗車券販売開始に伴い、従来の乗り継ぎ券は2011年3月31日で廃止された。
- なお、車内の運賃箱は従来は両替方式だったが、新紙幣対応に伴い、2024年夏よりおつりが出る運賃箱に変更された。

## 現行路線
2024年10月1日以降の路線。年末年始（12月31日 - 1月3日）は全便運休する。後述するとおり、かつては12月29日・12月30日も運休対象であったが、現行路線では29日・30日は土休日ダイヤで運行されている。

### 1 関宿城ルート
運行は朝日自動車
関宿中央ターミナル行き始発便、関宿城博物館行き初便のみ「やすらぎの郷」を経由しない。関宿城博物館 - 関宿はやま工業団地間の便は2024年10月1日に新設され、この時間帯に朝日自動車が運行する路線バスで関宿城博物館方面の便が無いことに配慮し、関宿はやま工業団地止まりのバスに接続する形で運行する。
- 関宿城博物館 - 関宿台町 - 関宿郵便局前 - 東高野 - 諏訪橋 - 二川郵便局前 - （やすらぎの郷） - 羽貫 - いちいのホール - 関宿中央ターミナル（4往復）
- 関宿城博物館 - 関宿台町 - 関宿郵便局前 - 関宿はやま工業団地（平日日中のみ2往復）

### 2 関宿七光台ルート
運行は朝日自動車
野田病院は一部の便のみ経由する。2024年10月1日に「北ルート関宿（七光台経由）」から「関宿七光台ルート」に変更し、いちいのホール経由を取りやめた。
- 関宿中央ターミナル - 下羽貫 - 木間ケ瀬小前 - （野田病院） - 七光台 - 北コミセン入口 - 川間駅南口

### 3 関宿イオンタウンルート
運行は朝日自動車
イオンタウン野田七光台を経由する。野田病院は一部の便のみ経由する。2024年10月1日に「北ルート関宿（イオンタウン経由）」から「関宿イオンタウンルート」に変更し、新たに関宿高校を経由するようになった。
- 関宿中央ターミナル - いちいのホール - 羽貫 - 下羽貫 - 関宿高入口 - （野田病院） - イオンタウン - 北コミセン入口 - 川間駅南口

### 4 新北ルート
運行は茨城急行自動車
イオンタウン野田七光台・ベルク野田柳沢店（「柳沢新田」バス停）を経由する。野田病院・キッコーマン病院は一部の便のみ経由する。2024年10月1日からは、起点をいちいのホールから、これまでは途中停留所だった関宿総合公園を始発とした。
- 関宿総合公園 - いちいのホール - 下総利根大橋入口 - 木間ケ瀬小前 - （野田病院） - 尾崎小前 - 川間駅南口 - 北コミセン入口 - イオンタウン - 清水公園駅東口 - 柳沢新田 - （キッコーマン病院） - 市役所

### 5 清水ルート
運行は茨城急行自動車
キッコーマン病院は一部の便のみ経由する。2024年10月1日に「北ルート清水」から「清水ルート」に変更し、新たにプラタナス通り中央を経由するようになった。
- イオンタウン - 北コミセン入口 - 川間駅南口 - プラタナス通り中央 - 岩名中前 - 総合公園 - 清水公園駅 - 中野台 - 欅のホール - 上町 - 愛宕駅 - （キッコーマン病院） - 市役所
- イオンタウン → 北コミセン入口 → 川間駅南口 → プラタナス通り中央 → 岩名中前 → 総合公園 → 清水公園駅 → 中野台 → 欅のホール（土休日の最終便のみ）

### 6 堤台ルート
運行は茨城急行自動車
キッコーマン病院は一部の便のみ経由する。2024年10月1日に「北ルート堤台」から「堤台ルート」に変更した。
- 川間駅南口 - 七光台駅 - 桜の里2丁目 - 堤台向山 - 中野台 - 欅のホール - 上町 - 愛宕駅 - （キッコーマン病院） - 市役所

### 7 中ルート
運行は茨城急行自動車
キッコーマン病院は一部の便のみ経由する。2024年10月1日に、堆肥センター入口始発からイオンタウンを起終点とする形に変更した。2024年10月1日より「目吹熊野神社入口」バス停は、「目吹郵便局入口」に改称した。
- イオンタウン - 北コミセン入口 - 川間駅南口 - 中央公園 - 岩名中前 - 堤台向山 - 中野台 - 欅のホール - 上町 - 愛宕駅 - （キッコーマン病院） - 市役所 - 目吹郵便局入口 - ゆめあぐり野田 - イオンタウン
- イオンタウン → 北コミセン入口 → 川間駅南口 → 中央公園 → 岩名中前 → 堤台向山 → 中野台 → 欅のホール → 上町 → 愛宕駅 → 市役所（平日の最終便のみ）

### 8 中根ルート
運行は茨城急行自動車
2024年10月1日に「南ルート中根」から「中根ルート」に変更した。
- 市役所 → ノア前 → 花井ポンプ場前 → 梅郷駅 → 下里 → みずき通り → みずき4丁目公園 → 西新田自治会館前 → 緑ヶ丘公園 → 西亀山 → 緑ヶ丘公園 → 西新田自治会館前 → みずき4丁目公園 → みずき通り → 下里 → 梅郷駅 → 花井ポンプ場前 → ノア前 → 市役所
- 市役所 → ノア前 → 花井ポンプ場前 → 梅郷駅 → 下里 → みずき通り → みずき4丁目公園 → 西新田自治会館前（最終便のみ）

### 9 愛宕ルート
運行は茨城急行自動車
2024年10月1日に「南ルート愛宕駅」から「愛宕ルート」に変更した。
- 市役所 → （キッコーマン病院） → 愛宕駅 → 上町 → 仲町 → 桜台南 → 大和田 → 梅郷駅 → 西新田自治会館前 → みずき4丁目公園 → みずき通り → ハローワーク野田 → 梅郷駅 → 大和田 → 桜台南 → 仲町 → 上町 → 愛宕駅 → （キッコーマン病院） → 市役所
- 梅郷駅 → 西新田自治会館前 → みずき4丁目公園 → みずき通り → ハローワーク野田 → 梅郷駅 → 大和田 → 桜台南 → 仲町 → 上町 → 愛宕駅 → 市役所（平日の始発便のみ）
- 市役所 → 愛宕駅 → 上町 → 仲町 → 桜台南 → 大和田 → 梅郷駅 → 西新田自治会館前 → みずき4丁目公園 → みずき通り → ハローワーク野田 → 梅郷駅（平日の最終便のみ）

### 10 大殿井ルート
運行は茨城急行自動車
2024年10月1日に「南ルート大殿井」から「大殿井ルート」に変更した。
- 市役所 → 野田市駅 → さわやかワークのだ → 大殿井 → 下鹿野 → 電建第一住宅 → みどり橋 → 大殿井 → さわやかワークのだ → 野田市駅 → 市役所
- 市役所 - 野田市駅 - さわやかワークのだ（平日のみ2往復）
- 市役所 → 野田市駅 → さわやかワークのだ → 大殿井 → 下鹿野 → 電建第一住宅 → みどり橋 → 大殿井 → さわやかワークのだ → 野田市駅（土休日の最終便のみ）

### 11 南循環ルート
運行は茨城急行自動車
キッコーマン病院は一部の便のみ経由する。2024年10月1日に「南ルート（循環）」から「南循環ルート」に変更し、一部便は東京理科大学始発とした。
- 老人福祉センター - 野田梅郷住宅 - 二ツ塚 - 野田梅郷住宅入口 - 電建第一住宅 - みどり橋 - 大殿井 - さわやかワークのだ - ノア前 - 市役所 - （キッコーマン病院） - 愛宕駅 - 中野台 - 欅のホール - 仲町 - 桜台南 - 大和田 - 梅郷駅  - ハローワーク野田 - みずき通り - みずき4丁目公園 - 西新田自治会館前 - 緑ヶ丘公園 - 東京理科大学 - 老人福祉センター
- 東京理科大学 → 緑ヶ丘公園 → 西新田自治会館前 → みずき4丁目公園 → みずき通り → ハローワーク野田 → 梅郷駅（平日の最終便のみ）

### 12 新南ルート
運行は茨城急行自動車
キッコーマン病院は一部の便のみ経由する。2024年10月1日より「大利根温泉」バス停は、「瀬戸中央」に改称した（東武バスセントラル西柏営業事務所が運行する路線バスも同日付で改称）。
- 老人福祉センター - 東京理科大学 - 梅郷駅 - 大和田 - 花井 - 花井ポンプ場前 - 琴平通り入口 - 欅のホール - 中野台 - 愛宕駅 - （キッコーマン病院） - 市役所 - 野田市駅 - さわやかワークのだ - 大殿井 - 下鹿野 - 灰毛 - 瀬戸中央
- 東京理科大学 - 梅郷駅 - 大和田 - 花井 - 花井ポンプ場前 - 琴平通り入口 - 欅のホール - 中野台 - 愛宕駅 - キッコーマン病院 - 市役所 - 野田市駅 - さわやかワークのだ - 大殿井 - 下鹿野 - 灰毛 - 瀬戸中央（平日1往復のみ）
- 野田市駅 → さわやかワークのだ → 大殿井 → 下鹿野 → 灰毛 → 瀬戸中央（始発便のみ）
- 瀬戸中央 → 灰毛 → 下鹿野 → 大殿井 → さわやかワークのだ → 野田市駅（平日の最終便のみ）

## 過去の路線

### 2019年3月31日まで
2019年3月31日までの路線。年末年始（12月29日 - 1月3日）は全便運休する。一部ルートでは、土曜と休日は運休するものもあった。

### 関宿城ルート（土・休日運休）
- 関宿城博物館 - 関宿郵便局 - 二川郵便局 - （やすらぎの郷） - 羽貫 - いちいのホール - 関宿中央ターミナル

### 北ルート
関宿中央ターミナルと市役所を結ぶ路線である。清水公園駅を経由する清水経由と、堤台向山・イオンタウンを経由する堤台経由が運転されていた。
- 関宿中央ターミナル - いちいのホール - 羽貫 - 木間ケ瀬小前 - （野田病院） - 七光台 - 北コミセン入口 - 川間駅南口 - 清水公園駅 - 中野台 - 欅のホール - 上町 - 愛宕駅 - （キッコーマン病院） - 市役所
- 関宿中央ターミナル - いちいのホール - 羽貫 - 木間ケ瀬小前 - （野田病院） - イオンタウン - 北コミセン入口 - 川間駅南口 - 堤台向山 - 中野台 - 欅のホール - 上町 - 愛宕駅 - （キッコーマン病院） - 市役所

### 新北ルート（土・休日運休）
いちいのホールと市役所を結ぶ路線である。
- いちいのホール - 下総利根大橋入口 - 木間ケ瀬小前 - 関宿総合公園 - 須賀神社入口 - 川間駅南口 - 七光台駅 - 桜の里2丁目 - 堤台向山 - 中野台 - 欅のホール - 上町 - 愛宕駅 - （キッコーマン病院） - 市役所

### 中ルート（土・休日運休）
小山を起終点とする小山経由と、堆肥センター入口・USS流通会場前を起終点とする木野崎経由が運転されていた。
- 小山 - イオンタウン - 清水公園駅東口 - 愛宕駅 - 中野台 - 欅のホール - 上町 - 愛宕駅 - （キッコーマン病院） - 市役所 - 前耕地 - 小山
- 堆肥センター入口・USS流通会場前 - イオンタウン - 清水公園駅東口 - 愛宕駅 - 中野台 - 欅のホール - 上町 - 愛宕駅 - （キッコーマン病院） - 市役所 - 斎場前 - 堆肥センター入口・USS流通会場前

### 南ルート
老人福祉センターを起終点とする循環ルートである。
- 老人福祉センター - 野田梅郷住宅 - 二ツ塚 - 野田梅郷住宅入口 - 電建第一住宅 - みどり橋 - 大殿井 - さわやかワークのだ - ノア前 - 市役所 - （キッコーマン病院） - 愛宕駅 - 中野台 - 欅のホール - 仲町 - 桜台南 - 大和田 - 梅郷駅 - ハローワーク野田 - みずき通り - みずき4丁目公園 - 緑ヶ丘公園 - 老人福祉センター

### 新南ルート
みずき4丁目公園と大利根温泉を結ぶ路線である。今上上中(いまがみ かみなか)を経由する今上経由と、花井を経由する花井経由が運転されていた。「大利根温泉」バス停は、現在の「瀬戸中央」バス停である。
- みずき4丁目公園 - 梅郷駅 - 今上上中 - 欅のホール - 中野台 - 愛宕駅 - 市役所 - 野田市駅 - 大殿井 - 下鹿野 - 保木間 - 大利根温泉
- みずき4丁目公園 - 梅郷駅 - 花井 - 仲町 - 上町 - 愛宕駅 - 市役所 - 野田市駅 - 大殿井 - 下鹿野 - 保木間 - 大利根温泉

### 2019年4月1日から2024年9月30日まで
2019年4月1日から2024年9月30日までの路線。年末年始（12月31日 - 1月3日）は全便運休する。かつては12月29日・12月30日も運休対象であったが、現行路線では29日・30日は土休日ダイヤで運行されている。

### 1 関宿城ルート
運行は朝日自動車
関宿中央ターミナル行き始発便、関宿城博物館行き最終便は「やすらぎの郷」を経由しない。
- 関宿城博物館 - 関宿台町 - 関宿郵便局前 - 東高野 - 諏訪橋 - 二川郵便局前 - （やすらぎの郷） - 羽貫 - いちいのホール - 関宿中央ターミナル

### 2 北ルート関宿（七光台経由）
運行は朝日自動車
野田病院は平日の一部の便のみ経由する。
- 関宿中央ターミナル - いちいのホール - 羽貫 - 下羽貫 - 木間ケ瀬小前 - （野田病院） - 七光台 - 北コミセン入口 - 川間駅南口

### 3 北ルート関宿（イオンタウン経由）
運行は朝日自動車
イオンタウン野田七光台を経由する。野田病院は平日の一部の便のみ経由する。
- 関宿中央ターミナル - いちいのホール - 羽貫 - 下羽貫 - 木間ケ瀬小前 - （野田病院） - イオンタウン - 北コミセン入口 - 川間駅南口

### 4 新北ルート
運行は茨城急行自動車
イオンタウン野田七光台を経由する。キッコーマン病院は平日の一部の便のみ経由する。「須賀神社入口」「一中前」バス停は廃止され、現存しない。
- いちいのホール - 下総利根大橋入口 - 木間ケ瀬小前 - 関宿高入口 - 関宿総合公園 - 須賀神社入口 - 東金野井下 - 尾崎小前 - 川間駅南口 - 北コミセン入口 - イオンタウン -  清水公園駅東口 - 一中前 - （キッコーマン病院） - 市役所

### 5 北ルート清水
運行は茨城急行自動車
キッコーマン病院は平日の一部の便のみ経由する。
- イオンタウン - 北コミセン入口 - 川間駅南口 - 中央公園 - 岩名中前 - 総合公園 - 清水公園駅 - 中野台 - 欅のホール - 上町 - 愛宕駅 - （キッコーマン病院） - 市役所
- イオンタウン → 北コミセン入口 → 川間駅南口（平日の最終便のみ）

### 6 北ルート堤台
運行は茨城急行自動車
キッコーマン病院は平日の一部の便のみ経由する。
- 川間駅南口 - 七光台駅 - 桜の里2丁目 - 堤台向山 - 中野台 - 欅のホール - 上町 - 愛宕駅 - （キッコーマン病院） - 市役所

### 7 中ルート
運行は茨城急行自動車
キッコーマン病院は平日の一部の便のみ経由する。「目吹熊野神社入口」バス停は、現在の「目吹郵便局入口」バス停である。また、「堆肥センター入口」「前耕地」バス停は廃止され、現存しない。
- 堆肥センター入口 - イオンタウン - 北コミセン入口 - 川間駅南口 - 中央公園 - 岩名中前 - 堤台向山 - 中野台 - 欅のホール - 上町 - 愛宕駅 - （キッコーマン病院） - 市役所 - 前耕地 - 目吹熊野神社入口 - ゆめあぐり野田 - 堆肥センター入口

### 8 南ルート中根
運行は茨城急行自動車
- 市役所 → ノア前 → 桜台南 → 花井 → 梅郷駅 → 下里 → みずき通り → みずき4丁目公園 → 西新田自治会館前 → 緑ヶ丘公園 → 西亀山 → 緑ヶ丘公園 → 西新田自治会館前 → みずき4丁目公園 → みずき通り → 下里 → 梅郷駅 → 花井 → 桜台南 → ノア前 → 市役所

### 9 南ルート愛宕駅
運行は茨城急行自動車
キッコーマン病院は平日の一部の便のみ経由する。
- 市役所 → （キッコーマン病院） → 愛宕駅 → 上町 → 仲町 → 桜台南 → 大和田 → 梅郷駅 → 西新田自治会館前 → みずき4丁目公園 → みずき通り → ハローワーク野田 → 梅郷駅 → 大和田 → 桜台南 → 仲町 → 上町 → 愛宕駅 → （キッコーマン病院） → 市役所

### 10 南ルート大殿井
運行は茨城急行自動車
- 市役所 → 野田市駅 → さわやかワークのだ → 大殿井 → 下鹿野 → 電建第一住宅 → みどり橋 → 大殿井 → さわやかワークのだ → 野田市駅 → 市役所
- 野田市駅 → 市役所（平日の始発便のみ）
- 市役所 → 野田市駅 → さわやかワークのだ → 大殿井 → 下鹿野 → 電建第一住宅 → みどり橋 → 大殿井 → さわやかワークのだ → 野田市駅（最終便のみ）

### 11 南ルート（循環）
運行は茨城急行自動車
キッコーマン病院は平日の一部の便のみ経由する。
- 老人福祉センター - 野田梅郷住宅 - 二ツ塚 - 野田梅郷住宅入口 - 電建第一住宅 - みどり橋 - 大殿井 - さわやかワークのだ - ノア前 - 市役所 - （キッコーマン病院） - 愛宕駅 - 中野台 - 欅のホール - 仲町 - 桜台南 - 大和田 - 梅郷駅  - ハローワーク野田 - みずき通り - みずき4丁目公園 - 西新田自治会館前 - 緑ヶ丘公園 - 老人福祉センター
- 老人福祉センター → 緑ヶ丘公園 → 西新田自治会館前 → みずき4丁目公園 → みずき通り → ハローワーク野田 → 梅郷駅（平日の最終便のみ）

### 12 新南ルート
運行は茨城急行自動車
キッコーマン病院は平日の一部の便のみ経由する。「大利根温泉」バス停は、現在の「瀬戸中央」バス停である。また、「今上上中」「保木間」バス停は廃止され、現存しない。
- 老人福祉センター - 梅郷駅 - 下里 - 今上上中 - 琴平通り入口 - 欅のホール - 中野台 - 愛宕駅 - （キッコーマン病院） - 市役所 - 野田市駅 - さわやかワークのだ - 大殿井 - 下鹿野 - 保木間 - 大利根温泉
- 野田市駅 → さわやかワークのだ → 大殿井 → 下鹿野 → 大利根温泉（始発便のみ）
- 大利根温泉 → 保木間 → 下鹿野 → 大殿井 → さわやかワークのだ → 野田市駅（平日の最終便のみ）

## 車両
日野自動車製の小型ノンステップバスが使用される。
現行車両
- 日野・ポンチョ（2代目ショートボディ、定員29名） - 13台
枝豆を意識した黄緑色をベースとし、大豆のベージュ色、小豆の小豆色が使われており、前述のとおり上部には枝豆のオブジェが置かれている。
前方には100円を意識したイラストが、側面と後方部分にはイメージキャラクターが描かれている。当初はまめバスのキャラクターである「まめ太郎」[8]のみが描かれていたが、後に野田市に関連するキャラクターである「やんわりまえだ君」（野田みこしパレードPRキャラクター）、「のんちゃん」（野田夏まつり躍り七夕PRキャラクター）、「やど助」（関宿商工会青年部キャラクター）の3体が、まめ太郎と並んでデザインされるようになった。
100円バスであることから、全車両が希望ナンバーで「100」を取得している。
  - 朝日自動車境営業所（つくばナンバー） - 3台
  - 茨城急行自動車松伏営業所（春日部ナンバー） - 10台
    - 2023年10月7日に野田営業所が松伏営業所へ統合された。そのため2023年11月に全車両が野田ナンバーから春日部ナンバーへ変更されている（引き続き全車両が希望ナンバーで「100」を取得）。

  - 2025年、野田市制75周年記念事業の一環で、「幸運を呼ぶまめバス」として特別カラーのラッピングを施した車両を導入[9]。
    - 朝日自動車担当分の1台をピンク色にして導入し、2025年3月19日より運行開始。ナンバーは「100」ではなく「8888」[10]。
    - 茨城急行自動車担当分は2026年6月の車両更新に合わせて導入する予定[9]。

過去の車両
- 日野・ポンチョ（初代）
旧型車は、車椅子は横と後ろのスロープで2台まで乗ることができる。

代走
- まめバス専用車両の車検時などに、運行会社のバスによって代走が行われる。
  - 朝日自動車 - 日野・ポンチョ （2代目ロングボディ）
  - 茨城急行自動車 - 日野・ポンチョ（2代目ロングボディ）

交通系ICカード対応車両が充当されるが、まめバスでは使用できない。